# Tambow
Tambow (russisch Тамбо́в) ist eine Stadt im europäischen Teil Russlands.

## Geografie
Tambow ist Hauptstadt der Oblast Tambow. Sie liegt im Oka-Don-Becken am schmalen Fluss Zna, inmitten der fruchtbaren Zentralen Schwarzerde-Region rund 420 km südöstlich von Moskau. Tambow hat 280.161 Einwohner (Stand 14. Oktober 2010).
|                       | Jan   | Feb   | Mär  | Apr  | Mai  | Jun  | Jul  | Aug  | Sep  | Okt | Nov  | Dez  |   |     |
| Mittl. Tagesmax. (°C) | −6,7  | −5,3  | 0,2  | 12,1 | 20,6 | 23,9 | 25,1 | 24,1 | 18,0 | 9,2 | 1,3  | −3,7 | ⌀ | 10  |
| Mittl. Tagesmin. (°C) | −13,5 | −12,7 | −6,7 | 2,6  | 9,0  | 12,7 | 14,4 | 12,9 | 7,7  | 1,7 | −3,7 | −9,4 | ⌀ | 1,3 |
|                       |       |       |      |      |      |      |      |      |      |     |      |      |   |     |
| Niederschlag (mm)     | 36    | 30    | 31   | 32   | 48   | 53   | 80   | 46   | 51   | 43  | 55   | 51   | Σ | 556 |
|                       |       |       |      |      |      |      |      |      |      |     |      |      |   |     |
| Regentage (d)         | 9     | 7     | 8    | 7    | 7    | 8    | 9    | 7    | 8    | 9   | 10   | 11   | Σ | 100 |

| −13,5 |

| −12,7 |

| −6,7 |

| 2,6 |

| 9,0 |

| 12,7 |

| 14,4 |

| 12,9 |

| 7,7 |

| 1,7 |

| −3,7 |

| −9,4 |

| −13,5 |

| −12,7 |

| −6,7 |

| 2,6 |

| 9,0 |

| 12,7 |

| 14,4 |

| 12,9 |

| 7,7 |

| 1,7 |

| −3,7 |

| −9,4 |

## Geschichte

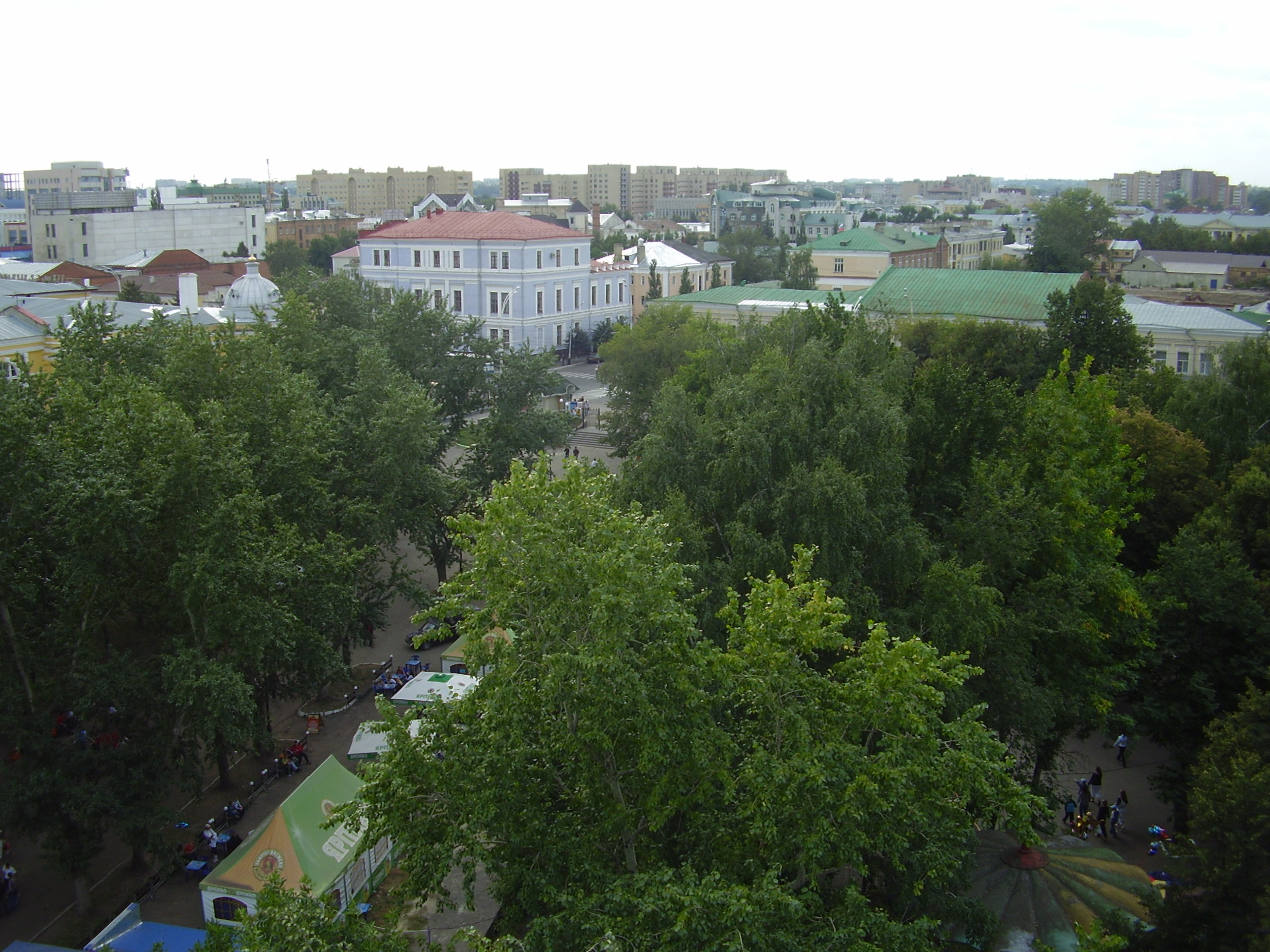
Blick über Tambow

Die Stadt wurde 1636 als Teil des Festungsgürtels (Belgoroder Linie) gegründet, der Moskau im Süden und Südosten vor Angriffen der Tataren schützen sollte. Im Zuge der russischen Kolonisation verlor die Festung ihre Bedeutung, und Tambow wurde Handels- und Verwaltungszentrum eines landwirtschaftlichen Gebietes. Infolge der Verwaltungsreform des Jahres 1775 wurde 1780 die Statthalterschaft Tambow gegründet, die 1796 zum Gouvernement Tambow wurde.
Die Industrie entwickelte sich in größerem Ausmaß erst in der Zeit nach der Oktoberrevolution 1917. Im August 1920 kam es dann zu einem großen Bauernaufstand, dessen Zentrum Tambow war. Er wurde jedoch schon bald von der Roten Armee niedergeschlagen. Zu den wichtigsten Industriezweigen zählen heute die chemische und die elektrische Industrie.
Während des Zweiten Weltkrieges entstand in Tambow ein spezielles Kriegsgefangenenlager (Lager Nr. 788) für Elsässer, Lothringer und Luxemburger, die – meist gezwungenermaßen – in der deutschen Wehrmacht gedient hatten (in Frankreich Malgré-nous genannt) und gefangen genommen worden waren. Von den rund 18.000 Mann kam dabei mindestens ein Drittel ums Leben. Die letzten Gefangenen wurden 1955 entlassen. Einer Delegation der Region Elsass unter Leitung von André-Paul Weber gelang es erst nach dem Amtsantritt von Michail Gorbatschow, von den Behörden eine Liste der Namen von 1141 elsässischen Opfern zu erhalten und der Toten zu gedenken.
Darüber hinaus bestand in der Stadt das Kriegsgefangenenlager 188 für deutsche Kriegsgefangene des Zweiten Weltkriegs. Es war ein großes Durchgangslager, das bereits kurz nach dem Krieg geschlossen wurde.

### Bevölkerungsentwicklung
| Jahr | Einwohner | Bemerkung                                                                  |
| ---- | --------- | -------------------------------------------------------------------------- |
| 1897 | 48.015    |                                                                            |
| 1926 | 62.000    |                                                                            |
| 1939 | 123.207   | davon 16.986 Stadtbezirk Oktjabrski (1940 ausgegliedert als Stadt Kotowsk) |
| 1959 | 172.171   |                                                                            |
| 1970 | 229.791   |                                                                            |
| 1979 | 270.073   |                                                                            |
| 1989 | 304.600   |                                                                            |
| 2002 | 293.658   |                                                                            |
| 2010 | 280.161   |                                                                            |

Anmerkung: Volkszählungsdaten (1926 gerundet)

## Sehenswürdigkeiten

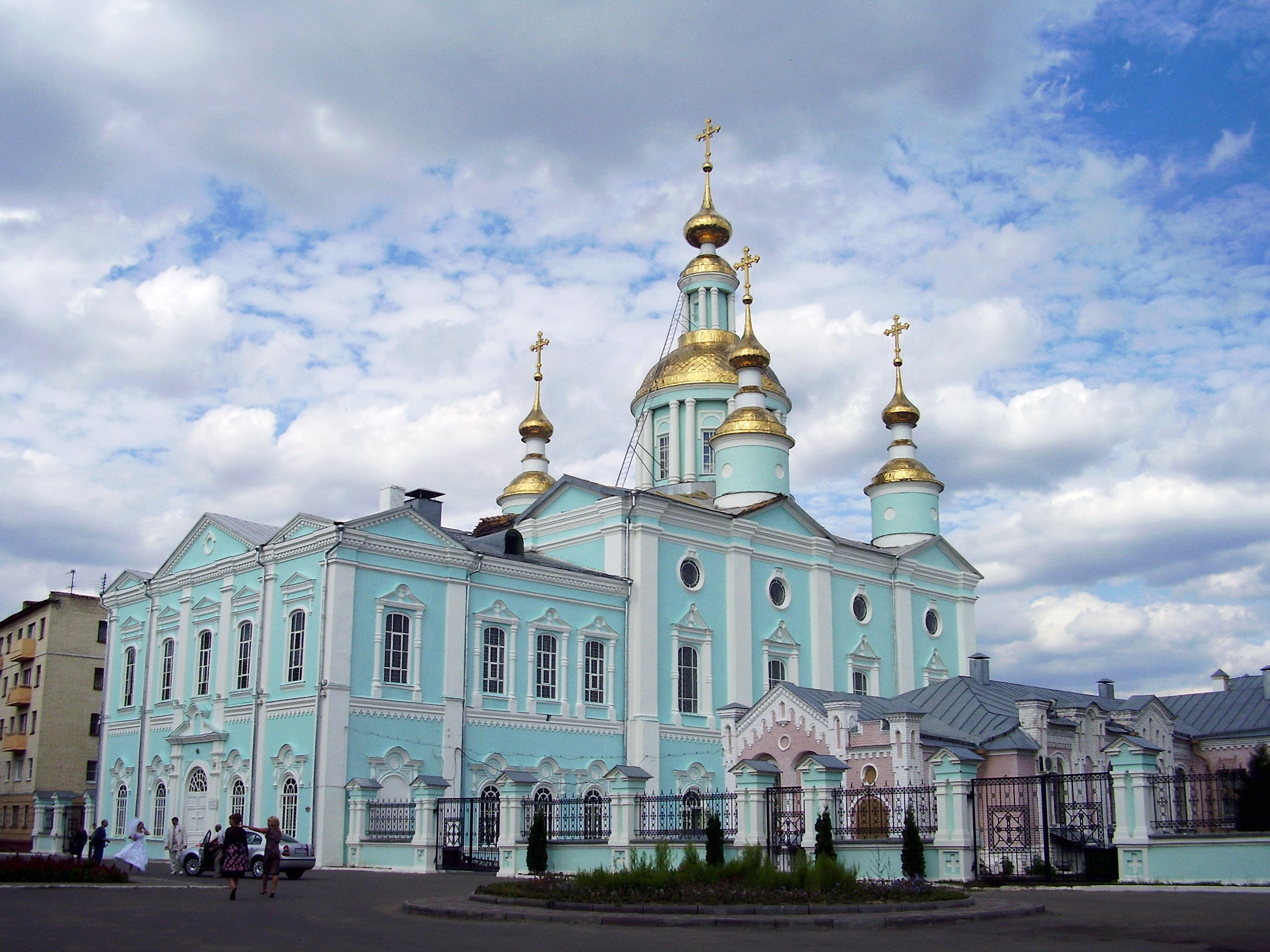
Die Verklärungskathedrale

Zu den Sehenswürdigkeiten zählen die 1694 erbaute Verklärungskathedrale sowie mehrere andere Klöster und Kirchen aus dem 17. und 18. Jahrhundert, die auf Tambows Vergangenheit als spirituelles Zentrum hinweisen. Nennenswert sind auch die Kirche der Gottesmutter-Ikone von Kasan und die Lazarus-Kirche.
Die Altstadt ist ein Konglomerat verschiedener Stile, die trotzdem ein sehr harmonisches Ganzes ergeben. Hervorzuheben ist die Villa des Kaufmanns Michail Asejew (1905/06). Tambow hat außerdem ein großes Opernhaus und seit 2000 ein Wolfsmuseum.
Auf dem Kriegsgefangenenfriedhof Tambow-Rada liegen 24.000 umgekommene Gefangene des Zweiten Weltkriegs. Er wurde 1998 wiederhergestellt. In dessen Mitte befindet sich ein 4,5 m hohes Holzkreuz.

### Regionale Kunstgalerie
Besondere Aufmerksamkeit verdient die Kunstgalerie, die mit tausenden von Exponaten und Bildern von russischen, sowjetischen und europäischen Künstlern eine weltweite Bedeutung genießt. Darunter sind Werke von Lorenzo Bartolini, Nicolaes Pietersz. Berchem, Ferdinand Bol, Karl Brjullow, Jean-Honoré Fragonard, Jan van Goyen, Jacopo Palma dem Jüngeren, Andrei Rjabuschkin, Giulio Romano, Jan van Scorel, David Teniers dem Jüngeren, Francesco Trevisani, Salvator Rosa und vielen anderen, aber auch Ikonen.

## Infrastruktur
Nördlich von Tambow befindet sich bei 52° 46′ 51″ N, 41° 24′ 52″ O seit 1991 mit 360 m einer der höchsten Sendemasten zur Verbreitung von UKW- und Fernsehprogrammen.

## Sport
- FK Tambow;
- Spartak-Stadion

## Verkehr

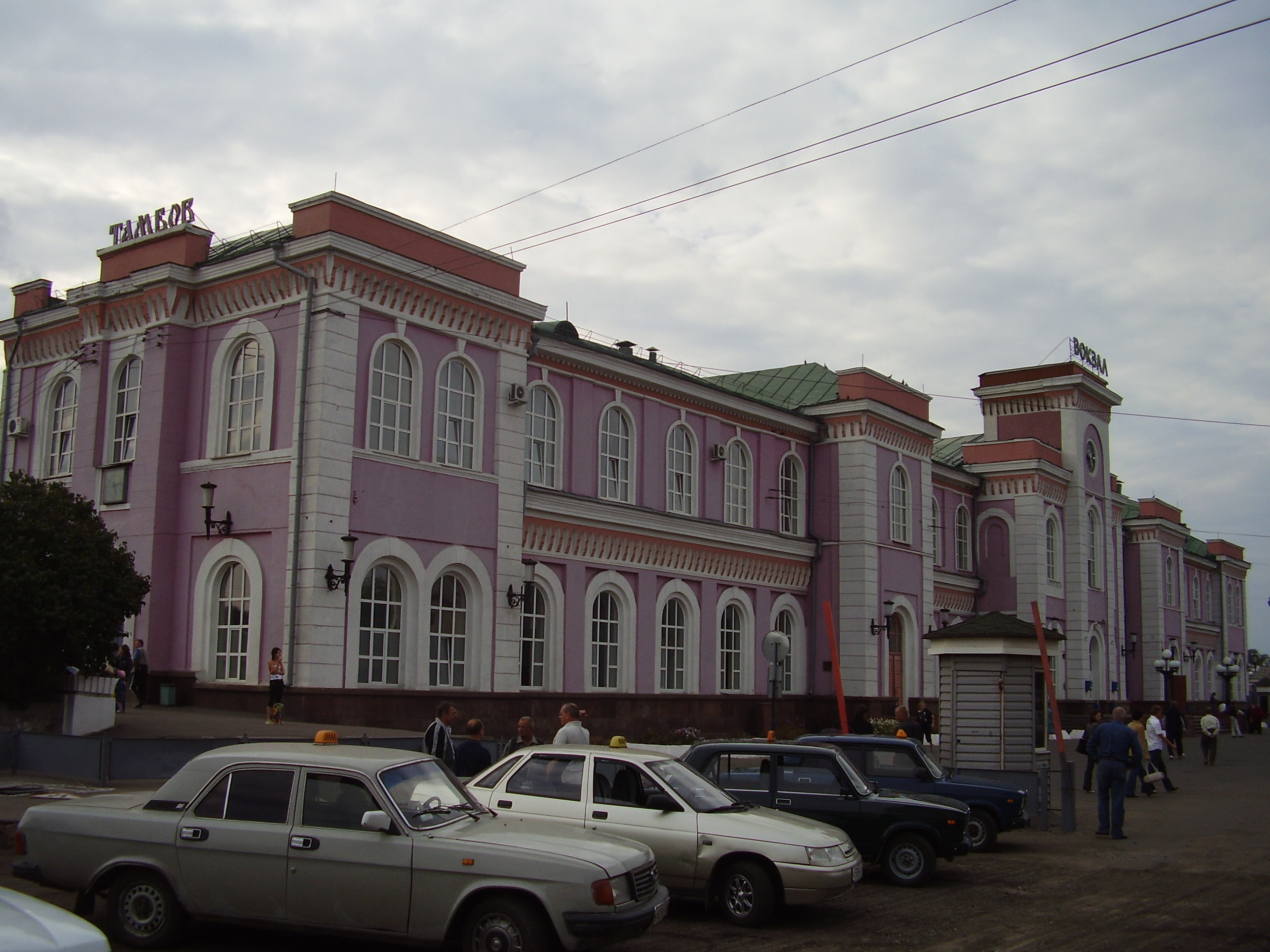
Der Hauptbahnhof von Tambow

Tambow ist mit dem Umland der russischen Hauptstadt Moskau über die Fernstraße R22 Kaspi verbunden. Hier endet die R119, die in Zentralrussland von Orjol über Lipezk hierher führt. Ebenfalls hier endet die R193, die die Stadt mit Woronesch verbindet. Gleichzeitig ist die Stadt Ausgangspunkt der R208, die in östlicher Richtung nach Pensa führt.
Dank der Airline RusLine flogen im 2018 21.400 Passagiere von Tambow. Der 10 Kilometer nördlich von Tambow in Donskoje liegende Flugplatz wurde ab 2023 nachtflugtauglich ausgebaut. In jenem Jahr wurden rund 31.000 Fluggäste transportiert.

## Weiterführende Bildungseinrichtungen
- Staatliche Universität Tambow (TGU)
- Staatliche Technische Universität Tambow (TGTU)
- Filiale der Militäruniversität für biologischen, chemischen und Strahlenschutz
- Filiale des Instituts für Infrastruktur des Unternehmertums
- Filiale des Neuen Juristischen Instituts Moskau
- Staatliches Pädagogisches S.-W.-Rachmaninow-Musikinstitut Tambow
- Technisches Militärinstitut für Luftfahrt Tambow

## Söhne und Töchter der Stadt
- Artjom Archipow (* 1996), Fußballspieler
- Oleg Betin (1950–2023), Politiker und Gouverneur der Oblast Tambow
- Nikolai Cholodny (1882–1953), Botaniker und Mikrobiologe
- Wera Faddejewa (1906–1983), Mathematikerin
- Constantin Fahlberg (1850–1910), Chemiker, Industrieller, Entdecker des "Saccharin"
- Wladislaw Frolow (* 1980), Leichtathlet
- Bella Gesser (* 1985), israelische Schachspielerin
- Olga Iwinskaja (1912–1995), Geliebte von Boris Pasternak
- Jelisaweta Iwanowna Justowa (1900–1999), Architektin, Künstlerin, Hochschullehrerin und Heimatkundlerin
- Andrei Kolmogorow (1903–1987), Mathematiker
- Lew Kuleschow (1899–1970), Kunstmaler, Bühnenbildner und Regisseur
- Pawel Kuschnir (1984–2024), russischer politischer Aktivist und Pianist
- Georgi Muschel (1909–1989), Komponist
- Swetlana Nageikina (* 1965), Skilangläuferin
- Alexander Pokrowski (1898–1979), Offizier der Roten Armee
- Anastassija Rodionowa (* 1982), Tennisspielerin
- Arina Rodionowa (* 1989), Tennisspielerin
- Juri Schirkow (* 1983), Fußballspieler
- Wladimir Schtschuko (1878–1939), Architekt des Sozialistischen Klassizismus
- Alexei Selesnjow (1888–1967), französischer Schachmeister und Studienkomponist
- Marija Spiridonowa (1884–1941), Sozialrevolutionärin und Politikerin
- Weronika Timofejewa (* 1982), Skilangläuferin und Biathletin
- Grigori Ussijewitsch (1890–1918), Revolutionär
- Pjotr Utkin (1877–1934), Maler und Hochschullehrer
- Alexander Wwedenski (1856–1925), Philosoph und Psychologe

## Städtepartnerschaften
Tambow listet folgende Partnerstädte auf:
- Bar-le-Duc, Frankreich, seit 1981
- Sochumi, Abchasien, seit 2012
- Baltschik, Bulgarien, seit 2013
- Aluschta, Krim, seit 2014
- Hrodna, Belarus, seit 2015
- Terre Haute, USA
- Genua, Italien